# Dramas y comedias
«Dramas y comedias» es una canción del grupo español Fangoria, incluida en su séptimo álbum de estudio, Cuatricromía (2013). La canción fue lanzada como primer sencillo el 29 de enero de 2013 por Warner Music Spain. Fue escrita y producida por Nacho Canut, Alaska y Guille Milkyway, con el fin de dejar atrás los dramas que se suelen atribuir a los demás. 
«Dramas y comedias» tuvo una respuesta mayormente favorable por parte de la crítica, quienes elogiaron aspectos como la producción y la temática, además de notar similitudes con los trabajos de Pet Shop Boys y La Casa Azul. Comercialmente, «Dramas y comedias» logró tener una buena recepción, debutando en el número 9 en la lista de sencillos más vendidos de España.
Como parte de la promoción, el grupo interpretó la canción por primera vez en el programa ¡Qué tiempo tan feliz!. También la interpretó en vivo en programas como El hormiguero, además de formar parte del repertorio de sus giras Fangoria no es un color (2013) y Música, go-gos y policromía (2014), y en su concierto en el Low Cost Festival 2013. 
Su vídeo musical, inspirado en las formas geométricas y los collages, se estrenó el 29 de enero de 2013, bajo la dirección de Luis Cerveró, a través de la productora Canada. El mismo recibió críticas positivas, siendo descrito como una «culminación del estilo visual de Cerveró». 

## Antecedentes

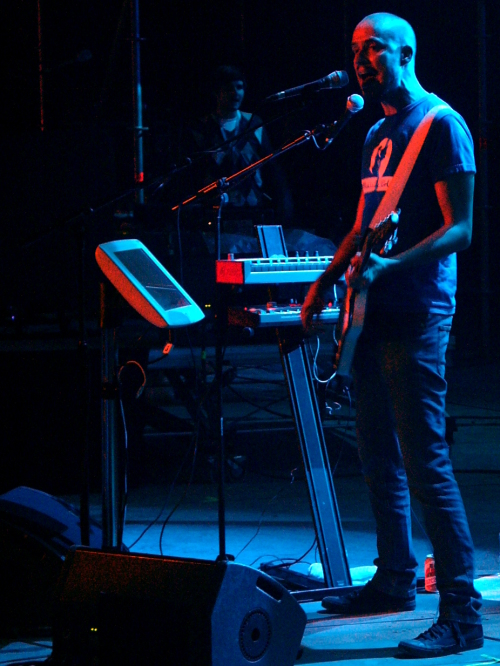
Guille Milkyway, fue el productor de «Dramas y comedias», así como del disco C, que forma parte del álbum Cuatricromía.

Con relación a Fangoria, La Casa Azul expresó su admiración hacia el grupo y su vínculo con la obra de Carlos Berlanga. Para el tributo a Berlanga, La Casa Azul no eligió ninguna canción de Pegamoides ni Dinarama, sino una de Berlanga en solitario. Sin embargo, tanto la canción «Vacaciones» como todo el álbum Impermeable (2001) fueron coescritos por Nacho Canut y contaban con coros de Alaska, lo que llevó a pensar que La Casa Azul era algo fan de Fangoria.
En abril de 2012, en una entrevista con Efe Eme, Guille Milkyway, líder de La Casa Azul, habló sobre su admiración por Dinarama, describiendo su música como un «monumento a lo melódico, al color, a la despreocupación», que a la vez abordaba temas profundos. Sobre una posible colaboración con Fangoria, Milkyway se mostró cauteloso, comentando que todo dependía de muchos factores, ya que siempre ha respetado la obra de los artistas y le genera temor mezclar la relación personal con la profesional, ya que a veces es difícil separar ambas. Finalmente, destacó que, a pesar de saber que Fangoria era fan de su trabajo, con Alaska nunca había hablado, y con Nacho Canut solo había tenido una conversación en una ocasión. En la misma entrevista, Alaska expresó su admiración por La Casa Azul, calificándolos como «uno de nuestros favoritos, tanto como producción como composición». Esta declaración reforzó el reconocimiento mutuo entre ambos grupos. Además, Canut ya había elogiado previamente a La Casa Azul en su blog llamado Spicnic. En su selección de la mejor música de 2011, Canut destacó el álbum La fiesta universal, describiéndolo como «otra joya pop de este genio» y mencionando que «todo el disco es excelente», añadiendo que «La fiesta universal» era en ese momento su canción favorita.

## Composición
«Dramas y comedias» es una canción europop que incorpora elementos de dance pop en su producción. La canción fue escrita y producida por Nacho Canut, Alaska y Guille Milkyway. 
En cuanto a la temática, Canut señaló que «Dramas y comedias» y «Piensa en positivo» abordan el exceso de pesimismo y negatividad, una crítica al derrotismo que ha prevalecido, especialmente tras años de crisis. Por su parte, Alaska comentó que no se debe interpretar la negatividad en sus canciones como un reflejo de la situación de la entonces crisis financiera, sino como una actitud de ciertas personas que siempre ven lo malo en todo. Canut añadió que estas personas tienden a culpar a factores externos, como la mala suerte o la actitud de otras personas, por sus propios problemas, sin asumir responsabilidad por lo que les sucede. Este concepto fue vinculado a la banda por algunos bloggers siete años atrás. A lo largo de su carrera, Alaska y Nacho han aparecido en todos los créditos de sus canciones, con pocas excepciones, como en «Déjame llorar», escrita en solitario por Teresa Iturrioz e Ibon Errazkin. Curiosamente, en otra colaboración de Fangoria, la canción, «En este mundo», Alaska aparece en los créditos, pero Nacho no.

## Publicación
«Dramas y comedias» fue lanzado como el primer sencillo del séptimo álbum de estudio de Fangoria, Cuatricromía, y se estrenó en el programa de Radio 3 Siglo 21, el 14 de enero de 2013. Según una nota de Warner Music Spain, la canción estuvo disponible únicamente en edición digital. Esto marcó un cambio respecto a la larga tradición del grupo de lanzar ediciones limitadas en formatos como 12", 7" y sencillos en CD, a menudo acompañados de remezclas, especialmente previos al lanzamiento de cada álbum. 

## Recepción

### Comentarios de la crítica
En general, «Dramas y comedias» ha recibido críticas mayormente positivas. Según el Sebas E. Alonso fundador de Jenesaispop, la canción engancha desde el principio, con la frase «No quiero más dramas en mi vida» convirtiéndose en un nuevo mantra del grupo. Para él, la elección de Guille Milkyway como productor y coescritor es acertada, pues era la persona ideal para canalizar las inquietudes de Fangoria tras su etapa más kitsch. También comentó que la interacción entre Alaska y la sobrecargada instrumentación es divertida, aunque la melodía del estribillo queda un poco opacada. Finalmente la comparó con Pet Shop Boys, situándola más cercana al sonido de «New York City Boy» que al de «Love etc.», lo que encontró positivo.

## Vídeo musical
Su vídeo musical fue dirigido por Luis Cerveró, a través de la productora Canada, este se filmó en Barcelona. Desde 1995, Cerveró ha desarrollado una exitosa carrera en la realización de obras audiovisuales, destacándose especialmente en la dirección de videoclips. A lo largo de su carrera, ha trabajado con artistas como Joe Crepúsculo («Suena brillante», «Espada de Damocles»), Klaus & Kinski («Forma, sentido y realidad»), Triángulo de Amor Bizarro («De la monarquía a la criptocracia»), Mishima («Tot torna a començar») y Los Punsetes («Tus amigos»).
El videoclip de «Dramas y comedias» presenta una explosión de formas geométricas y collages, que pueden interpretarse de dos formas. Por un lado, refleja la producción exagerada de la canción, deliberadamente sobreproducida, algo poco común incluso en Fangoria. Por otro lado, también puede verse como una culminación del estilo visual de Cerveró, con varios planos que siguen la estética que ha utilizado en videoclips anteriores para otros artistas.

## Interpretaciones en directo
En una entrevista en marzo de 2013 para La Opinión de Murcia, Nacho Canut y Alaska hablaron sobre el éxito de la canción, destacándola como un futuro clásico de Fangoria. Según Canut, la canción tiene la misma esencia que otros grandes éxitos de la banda, como «A quién le importa» o «Ni tú ni nadie», canciones que, según él, se sabe que seguirán siendo parte del repertorio de Fangoria en los próximos años. Mencionó que, en diez años, «Dramas y comedias» se uniría a esas canciones que el grupo continuará tocando en sus conciertos.

## Lista de canciones y formatos
- Descarga digital

| «Dramas y comedias» |                     |          |  |
| N.º                 | Título              | Duración |  |
| 1.                  | «Dramas y comedias» | 4:03     |  |

## Posicionamiento en listas

### Semanales
| España | Top 50 Canciones | 9 |